# Stallare (ätt)
Stallare en medeltida svensk frälsesläkt som troligen fått sitt namn av stamfaderns tjänstetitel (Stallare). Ätten förde i sitt vapen en åttauddig (eller sjuuddig) stjärna på skölden som ofta var ginstyckad eller styckad. 
Denna ätt har i äldre litteratur associerats med Peter Finvidssons ätt (med sjuuddig stjärna) innan Hans Gillingstam i Släktforskarnas årsbok 1999 visade att ett genealogiskt samband inte kan påvisas. 
Ättens stamfader var Ragne Stallare, nämnd som stallmästaren Ragni 1274. Ragne bevittnade dokumentet när Karl Tjälfvesson (Fånöätten) tillkännager att han med sina barns samtycke givit Sko kloster sitt gods Salsta (Skoklosters socken), omfattande 2 markland, i utbyte mot dess gård ”Haraby” (förmodligen Hårby, Husby-Sjutolfts socken), omfattande 21 öresland. 
Ragne Stallare hade sonen Finvid Ragnesson, nämnd 1287 (också omnämnd med namnformen Finvid Ragneson eller Finvid Ragnasson) som testamentsexekutor i ett dokument: Till testamentsexekutorer förordnar han domprosten Anders i Uppsala, Rörik från ”solendatunum” (Sollentuna) och Finvid Ragnasson.
Finnvid Ragnesson hade sönerna Ragne, Magnus och Anund.
Ragne Stallare (son till Finvid Ragnesson) nämns 1316. Han var troligen död 1356. En av hans söner bär det ytterst sällsynta namnet Näskonung och en annan son hette namnet Karl. Det är därför troligt att hans hustru var syster till riddaren och riksrådet Karl Näskonungsson (delad sköld). Han hade två döttrar och fyra söner.
Anund Finvidsson nämns första gången 1332. Han blev riddare 1335 eller 1336, troligen vid kung Magnus kröning 21.17.1336. Något av åren 1337–1340 blev han marsk, vilket han var ännu något av åren 1344–1347. Han dog omkring 1347. Senast 1340 gifte han sig med Gunnild Hemmingsdotter, dotter till riddaren och riksrådet Hemming Ödgislason (Lejonansikte). Hans eventuella barn är icke kända.
Magnus Finvidsson är sannolikt den person som nämns i Dalarna 1325. Hustruns namn är inte känt. Han hade två söner.